# Strupenost
Strupenost je lastnost strupenih snovi, ki lahko poškodujejo organizem. Če je vzrok strupenosti toksin, strup nekaterih mikroorganizmov ali strup nekaterih živali in rastlin, ki v organizmu povzročajo nastajajne protiteles, govorimo o toksičnosti.
Z razširitvijo se beseda strupenost lahko uporablja metaforično za opis strupenih učinkov na večje ali bolj kompleksne skupine, kot družino ali družbo na splošno.
Strup je snov, ki v sorazmerno majhnih količinah poruši celično zgradbo in/ali delovanje. Deluje lahko na celoten organizem, človeški ali živalski, na rastline in tudi na bakterije, lahko pa deluje le na posamezen organ, kot so npr. jetra. Značilnost strupenih snovi je, da je učinkovanje odvisno od doze. Nevarna doza strupa zavisi od strupenosti snovi. Celo pri zelo strupenih snoveh, kot je npr.strup strupenjač, obstaja mejna doza, pod katero ni zaznavnega učinka strupa, po drugi strani pa lahko celo vnos ogromnih količin npr. vode pripelje do zastrupitve.

## Vrste strupenosti
Obstajajo tri vrste strupenosti: kemična, biološka in fiziološka.
- Kemično strupenost predstavljajo kemične snovi, ki zajemajo tako anorganske snovi, kot so svinec, živo srebro, azbest, fluorovodikova kislina, plinski klor, kot organske spojine, kot so metilni alkohol, večina zdravil in strupi, ki jih proizvajajo živi organizmi.

- Biološko vrsto strupenosti predstavljajo bakterije in virusi, ki lahko povzročijo bolezen v živih organizmih. Biološko strupenost težko merimo, ker mejno dozo lahko predstavlja že posamezen škodljiv organizem. Teoretično se lahko en virus, bakterija ali zajedalec tako razmnoži, da povzroči resno infekcijo. Po navadi se ob ustreznem delovanju imunskega sistema ustvari ravnovesje med strupenostjo, ki pride v gostitelja, in sposobnostjo gostitelja, da se bojuje s to strupenostjo. Strupenost, ki ima učinke na organizem, je tako kombinacija obojega.

- Fiziološka strupenost: znano je, da veliko število preprostih organskih spojin povzroča simptome zastrupitve v živih organizmih, ko se doseže določena koncentracija take spojine v biofazi (mesto v tkivu kjer zdravilo deluje), zato se te spojine smatrajo kot fiziološko strupene.

## Ugotavljanje učinka strupenosti
Strupenost se lahko meri s tem, kakšne učinke ima npr. na organizme, organe, tkivo ali celico. Ker se posamezniki različno odzivajo na enako dozo strupa, se običajno uporabi za merilo določena populacija in ugotavlja se, kakšna je verjetnost, da bo strup deloval na posameznika iz te populacije. Eno takih meril je LD50. Če takšnih podatkov za strup ni, se ocenjuje na osnovi primerjav znanih podobnih strupov ali podobnemu izpostavljanju podobnih organizmov. Nato so zaradi neznanih podatkov pri ovrednotenju procesov dodani varnostni faktorji.
Npr. če je neka doza strupa varna za laboratorijsko podgano, se lahko privzame, da bo desetina te doze varna za človeka tako, da je vzet varnostni faktor 10, ki upošteva različnosti med dvema sesalcema; če so znani podatki za ribe, se lahko uporabi varnostni faktor 100, da se upoštevajo večje razlike med dvema različnima razredoma živih bitij, kot so ribe in sesalci. Podobno se vzame še dodatni varnostni faktor za posameznike, ki naj bi bili bolj občutljivi na učinke strupa, kot so npr. nosečnice in posamezniki z določenimi kroničnimi boleznimi. Tudi pri kemični substanci, ki je bila na novo izdelana in je še nepreverjena, za katero se predpostavlja, da ima podobne učinke kot neka druga spojina, se lahko določi dodaten varnostni faktor 10, ki upošteva možne razlike pri učinkovanju, čeprav so te razlike verjetno mnogo manjše.
Ta pristop je zelo približen, toda takšni varnostni faktorji so namenoma izbrani tako veliki. Metoda se je izkazala za zelo uporabno v različnih pogojih uporabe.
Težje kot strupenost posamezne kemikalije je ugotoviti strupenost mešanice kemikalij, ker ima vsaka sestavina mešanice svojo strupenost, pri medsebojnem vplivanju pa je lahko strupenost ali večja ali pa tudi manjša. Tak primer so mešanice bencinskih hlapov, cigaretnega dima ter industrijskih odpadkov. Še bolj zapleteno je, če nastopa sočasno več vrst strupenosti, kot so npr. odplake iz kemične in biološke čistilne naprave, ki ne deluje pravilno. 
Ocenjevanje strupenosti kancerogenih snovi sproža še dodatna vprašanja, ker ni jasno, če obstaja minimalna učinkovita doza za kancerogene snovi oz., če je riziko le premajhen, da bi ga zaznali. Možno je tudi, da se le ena celica pretvori v rakasto celico, pa se sproži celoten proces rakastega obolenja.

## Globalne razdelitve strupenosti
Strupene snovi, s katerimi imamo opravka, morajo biti ustrezno razvrščene in označene. Razvrščanje se določa s potrjenimi preskusnimi metodami ali izračuni, mejne vrednosti pa postavljajo ustrezne službe vlade ali znanstveniki. Ker imajo trenutno številne države različne predpise, kar se tiče vrste preskusov, števila preskusov in mejnih vrednosti, se je začelo že leta 2008 z globalnim usklajevanjem uvajati poenotenje predpisov med državami.
Nevarnosti ali rizike zaradi strupenosti delimo v tri skupine:
- fizikalne nevarnosti (eksplozije in pirotehnika),
- nevarnosti za zdravje in
- nevarnosti za okolje.

### Nevarnosti za zdravje
To so tiste vrste strupenosti, pri katerih snovi lahko povzročijo smrt celotnega telesa, odmrtje določenih organov, večje ali manjše poškodbe, ali povzročajo raka. To so globalno sprejete definicije, kaj strupenost je. Vse kar ne spada v to definicijo, se ne more razvrstiti med vrste strupenih snovi.

### Akutna zastrupitev
Akutna zastrupitev s smrtnim izidom lahko nastopi, če pride strup v telo skozi usta, kožo ali z vdihavanjem. Delimo jo v pet kategorij, kjer kategorija 1 zahteva najmanjšo stopnjo izpostavljenosti, da zastrupitev povzroči smrt, medtem ko kategorija 5 zahteva največjo stopnjo izpostavljenosti, da nastopi smrt. Spodnja razpredelnica daje zgornje meje za vsako kategorijo.
| Administrativna metoda                       | kategorija 1 | kategorija 2 | kategorija 3 | kategorija 4 | kategorija 5 |
| -------------------------------------------- | ------------ | ------------ | ------------ | ------------ | ------------ |
| skozi usta:LD50 merjeno v mg/kg telesne teže | 5            | 50           | 300          | 2000         | 5000         |
| skozi kožo:LD50 merjeno v mg/kg telesne teže | 50           | 200          | 1000         | 2000         | 5000         |
| vdihavanje plinov:LC50 merjeno v ppmv        | 100          | 500          | 2500         | 20000        | nedoločeno   |
| vdihavanje par:LC50 merjeno v mg/L           | 0.5          | 2.0          | 10           | 20           | nedoločeno   |
| vdihavanje prahu:LC50 merjeno v mg/L         | 0.05         | 0.5          | 1.0          | 5.0          | nedoločeno   |

Opomba: Za nedoločene vrednosti se pričakuje, da so v grobem enake vrednostim iz kategorije 5 za vnos skozi usta in kožo.

### Drugi načini izpostavljanja in resnost poškodbe
Kožne razjede in draženje kože se ugotavlja z analizo vzorca kože. Z analizo se ugotavlja stopnja prizadetosti oz. resnost poškodbe; kdaj nastane in kako dolgo traja; če je ozdravljiva in koliko preskusnih vzorcev je bilo prizadetih.
Razjede na koži zaradi strupene snovi morajo prodreti skozi povrhnjico do dermisa (usnjice) v štirih urah po stiku s snovjo in poškodba mora trajati vsaj 14 dni. 
Draženje kože je manj resna poškodba, o njej pa govorimo, če se poškodba pojavi v manj kot 72 urah po delovanju strupa; ali v treh zaporednih dneh po delovanju v obdobju 14 dni; ali povzroči vnetje, ki traja 14 dni na dveh preskusnih vzorcih. 
Milo draženje kože kot manjša poškodba (manj močno kot običajno draženje) nastane po 72 urah od stika s strupom ali v treh zaporednih dneh po stiku. 
Resna poškodba očesa obsega poškodbo tkiva ali poslabšanje vida, ki se v 21 dneh ne pozdravi popolnoma. 
Draženje oči zajema spremembe v očesu, ki se pozdravijo v 21 dneh.

### Druge vrste strupenosti
- snov, ki je dihalni senzibilizator lahko pri vdihavanju povzroča preobčutljivost; senzibilizator je snov, ki pri ponavljajoči se izpostavljenosti lahko povzroči nastanek alergičnih reakcij pri nekaterih posameznikih.
- snov, ki je kožni senzibilizator, povzroča alergične odzive ob stiku s kožo
- kancerogene snovi povzročajo rakasta obolenja ali povečajo verjetnost nastanka raka
- strupene snovi, ki delujejo na organe za razmnoževanje, povzročajo škodljive učinke ali na spolne funkcije ali na plodnost staršev ali potomcev
- specifični toksini, ki lahko poškodujejo samo določene organe
- nevarnosti za dihalne organe predstavljajo trdnine ali tekočine, ki povzročajo poškodbe pri vdihavanju.

### Nevarnosti za okolje
Nevarnosti za okolje so povezane z razgradljivostjo snovi, biološkim kopičenjem in zastrupljenostjo voda.

### Kartiranje groženj za okolje
Obstajajo številna orodja za kartiranje zdravja okolja. TOXMAP je geografski informacijski sistem (GIS) iz oddelka specializiranih informacijskih služb v narodni medicinski knjižnici Združenih narodov, ki uporablja zemljevide Združenih držav. Pomaga vizualno preiskovati podatke iz seznama izpustov strupenih snovi Agencije Združenih držav za varovanje okolja (EPA) in programov Superfund. TOXMAP je vir, ki ga financira zvezna vlada Združenih držav. TOXMAP pove informacije o kemičnih substancah in zdravju okolja, ki so vzete iz mreže toksikoloških podatkov nacionalne medicinske knjižnice in PubMeda ter iz drugih vplivnih virov.

### Strupenost za vodno okolje
Preskušanje strupenosti vode sloni na ključnih indikatorskih vrstah rib ali rakov, ki jih potopijo v vodo z določeno koncentracijo snovi v njihovem okolju, da se ugotovi smrtni nivo. Ribe se izpostavi za 96 ur, rake pa 48 ur. Medtem ko GHS ne definira strupenosti nad 100 mg/l, navaja EPA trenutno seznam strupenosti za vodo, da je praktično nestrupena pri koncentracijah nad 100 ppm.
| Izpostavljenost | Kategorija 1 | Kategorija 2 | Kategorija 3 |
| --------------- | ------------ | ------------ | ------------ |
| Akutna          | 1.0 mg/L     | 10 mg/L      | 100 mg/L     |
| Kronična        | 1.0 mg/L     | 10 mg/L      | 100 mg/L     |

Opomba: Kategorija 4 predstavlja kronično izpostavljenost, vendar se nanaša na poljubno strupeno snov, ki je večinoma netopna ali glede izpostavljenosti ni podatkov za akutno strupenost.

## Faktorji, ki vplivajo na strupenost
Na strupenost snovi lahko vplivajo različni faktorji, kot so pot vnosa strupa v organizem (vnos skozi kožo,zaužitje, vdihavanje ali je vbrizgan), čas izpostavljenosti (kratkotrajna ali dolgotrajna izpostavljenost), število izpostavitev (posamezna doza ali večkratna doza v določenem obdobju), fizikalna oblika strupa (trdna, tekoča, plinasta), genetika posameznika, celotno zdravstveno stanje posameznika in še marsikaj drugega. 
- akutna izpostavljenost

posamična izpostavljenost strupu, ki ima lahko za posledico resne biološke poškodbe ali celo smrt; za akutno izpostavljenost je značilno, da običajno ne traja dalj kot kak dan.
- kronična izpostavljenost

stalna izpostavljenost strupu v daljšem obdobju, pogosto mesece ali leta; lahko povzroči ireverzibilne (neozdravljive) stranske pojave.

## Izrazje
1. strupénost -i ž (ẹ̑) lastnost, značilnost strupenega: strupenost plinov, snovi / te gobe so znane po svoji strupenosti / ekspr. to se kaže v njegovi strupenosti hudobiji, zlobi / ekspr. strupenost besed, pogledov
2. tóksičnost -i ž (ọ́) biol. lastnost, značilnost toksičnega: toksičnost bacilov, bakterij // knjiž. strupenost: ugotavljati toksičnost snovi [5]